# صموئيل إل. باترسون
صموئيل إل. باترسون (بالإنجليزية: Samuel L. Patterson)‏ هو سياسي أمريكي، ولد في 1850 في مقاطعة كالدويل في الولايات المتحدة، وتوفي في 1908. انتخب عضو مجلس ولاية كارولاينا الشمالية وانتخب عضو مجلس نواب كارولينا الشمالية.